# Luigi Rigorini
Luigi Rigorini (Galliate, 1º agosto 1879 – Torino, 3 novembre 1956) è stato un pittore italiano.

## Biografia
Il padre, Antonio Rigorini, pensava di avviare il figlio agli studi di ingegneria ma la ferma volontà di diventare pittore spinse il giovane Luigi a studiare a Milano, presso il prof. Lampugnani. A 19 anni fu allievo del prof E. D. Smeriglio all'Accademia Albertina di Torino e successivamente, entrato a far parte dell'avviata bottega lavorò alla decorazione di palazzi, ville patrizie in Torino, in Italia ed all'estero. (Parigi, Costantinopoli, Smirne).
A 25 anni ottenne la cattedra di ornato disegnato all'Accademia Albertina, ove rimase per 36 anni. Ebbe come colleghi ed amici i Grosso, Ferro, Rubino, Alloati.
Fiori, paesaggi, marine, architetture, scene di genere, battaglie, nature morte sono i temi della sua estesa e varia produzione pittorica. 
Alcuni dei suoi lavori si trovano:
- Palazzo Madama, a Torino.
- Teatro Alfieri, a Torino.
- Circolo della Stampa, a Torino.
- Albergo Principi di Piemonte, a Torino.
- Museo nazionale del Risorgimento italiano[2], a Torino.
- Castello di Moriondo.
- Palazzo Rossion di Bernezzo, a Torino..
- Villa Devalle a Moncalieri.
- Dipinti per la Cassa di Risparmio di Torino.
- Museo Villa Ponti a Roma.
- Villa Conte Germano a Sordevolo.
- Villa Senatore Albertini, a Parelal.

Fu padre di Antonio Rigorini, anch'egli pittore.